# عمر لیزاردو
عمر لیزاردو (انگلیسی: Omar Lizardo؛ زادهٔ ۷ام سپتامبر، ۱۹۷۴) دانشمند در زمینه جامعه‌شناسی اهل ایالات متحده آمریکا است. وی سابقاً به عنوان استاد در دانشگاه نوتردام و هم‌اکنون در دانشگاه کالیفرنیا اشتغال دارد و به همراه سارا موسیلو نشریه بازنگری جامعه‌شناسی آمریکا را اداره می‌کند. مجله فوق تحت حمایت انجمن جامعه‌شناسی آمریکا اداره می‌شود.